# Полёт длиною в жизнь (фильм)
«Полёт длиною в жизнь» (англ. Winged Creatures) — криминальная драма 2008 года режиссёра Роуэна Вудса. Фильм является экранизацией одноимённого романа Роя Фрайриха. Был выпущен на DVD Peace Arch Entertainment в США 4 августа 2009 под названием Fragments.

## Сюжет
В ресторане кассир Карла Дэвенпорт, учитель автошколы Чарли Аркэно, врач отделения неотложной помощи Брюс Лэраби, Энн Хэген, её отец и её лучший друг Джимми Джесперсон внезапно слышат выстрелы из оружия. Эни, её отец и отступающий Джимми видят, как склонный к суициду бандит стреляет в нескольких человек (включая отца Энн), а затем в себя. Далее показывается история пятерых раненых людей, которые изо всех сил пытаются возвратить свою веру в обычный мир.

## В ролях
| Актёр            | Роль               |
| ---------------- | ------------------ |
| Дакота Фэннинг   | Энн Хэген          |
| Джош Хатчерсон   | Джимми Джасперсен  |
| Форест Уитакер   | Чарли Арчиналт     |
| Гай Пирс         | доктор Брюс Лэреби |
| Кейт Бекинсэйл   | Карла Дэвенпорт    |
| Джинн Трипплхорн | Дорис Хэген        |
| Дженнифер Хадсон | Кети Хэммет        |
| Трой Гэрити      | Рон Аблер          |

## Критика
Фильм получил смешанные, но главным образом отрицательные отзывы от критиков.

## Слоган фильма
Слоган фильма: «Вы должны потерять свой путь, чтобы найти его» (англ. You have to lose your way to find it.)